# Histoire des plantes les plus remarquables du Bresil

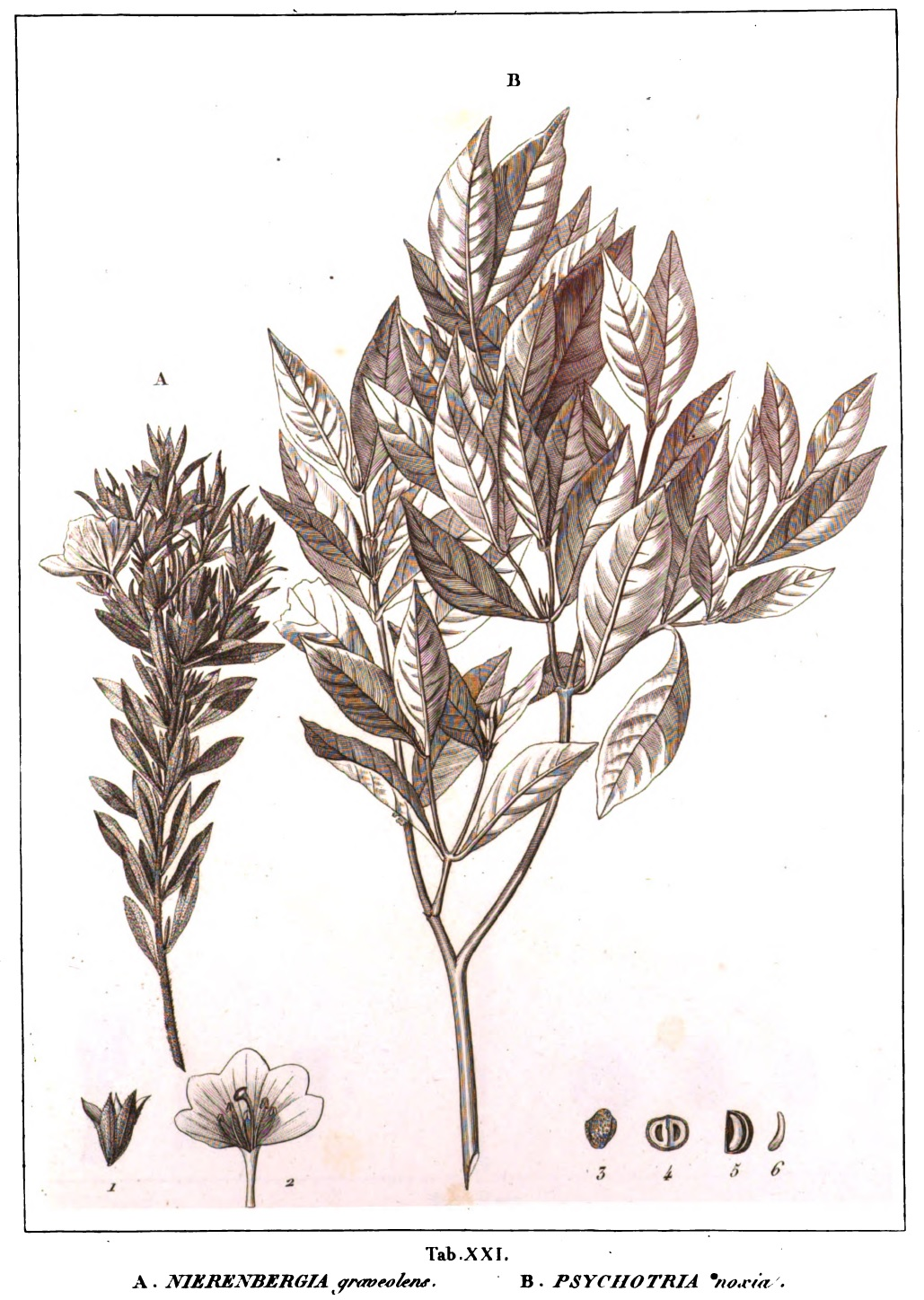

Histoire des plantes les plus remarquables du Bresil, (abreviado Hist. Pl. Remarq. Bresil), é um livro com descrições botânicas que foi escrito pelo botânico e explorador francês, Augustin Saint-Hilaire. Foi publicado em Paris em 6 partes entre os anos 1824-1826 com o nome de Histoire des Plantes les plus Remarquables du Brésil et du Paraguay: comprenant leur description, et des dissertations sur leurs rapports, leurs usages, etc., avec des planches, en partie coloriées: tome premier.

## Publicação
- Parte 1-2: 1-80, tt. 1-8. Jun 1824;
- Parte 3-4, Nov 1825;
- Parte 5-6, Jul ? 1826